# 愛ある日々
『愛ある日々』（あいあるひび）は、1973年4月30日 - 6月29日にTBS「花王 愛の劇場」枠にて放送された昼ドラマである。

## キャスト
- 杉衣子 - 高千穂ひづる
- 太田良造 - 井上孝雄
- 杉綾子 - 八代順子
- 杉たみ - 田中筆子
- 雨宮誠 - 山本耕一
- 山岡つよし - 内海敏彦